# 마레크 수히
마레크 수히(Marek Suchý, 1988년 3월 29일, 프라하 ~)는 체코의 축구 선수로, 포지션은 센터백이다. 현재 1. 체스카 포트발로바 리가의 믈라다볼레슬라프와 체코 축구 국가대표팀에서 활동하고 있다.
2016년 6월 5일 체코에서 열린 UEFA 유로 2016 출정식을 겸한 대한민국과의 평가전에서 페널티박스 먼 거리에서 시도한 슈팅이 대한민국의 수비수 곽태휘의 몸을 맞고 굴절되었고 이것이 골로 연결되었다. 이 골은 그의 A매치 첫 골이었으며 이 경기에서 체코는 그가 득점을 올렸음에도 불구하고 윤빛가람과 석현준이 득점한 대한민국에 1대2로 패배하였다.